# Camponotus debellator
Camponotus debellator är en myrart som beskrevs av Santschi 1926. Camponotus debellator ingår i släktet hästmyror, och familjen myror. Inga underarter finns listade.